# Монморанси-Фоссё, Анн-Леон I де
Анн-Леон I де Монморанси (фр. Anne Léon I de Montmorency; 14 сентября 1705 — 27 августа 1785),  маркиз де Фоссё, сеньор де Куртален, первый христианский барон и первый барон Франции — французский военный деятель.

## Биография
Сын Леона де Монморанси-Фоссё и Мари-Мадлен Жанны де Пуссмот де Л'Этуаль.
Поступил на службу 17 ноября 1720 в кавалерийский полк Клермона. С 14 августа 1721 капитан, 20 июня 1723 стал знаменосцем роты Анжуйских жандармов, с чином подполковника кавалерии. С 7 сентября 1728 первый корнет роты Беррийских шеволежеров, с 22 августа 1731 командир кавалерийского полка.
31 марта 1733 произведен в младшие лейтенанты роты жандармов Дофина; в том же году участвовал в осаде Келя, а в следующем в атаке Этлингенских линий и осаде Филиппсбурга.
С 26 февраля 1735 капитан-лейтенант роты Анжуйских жандармов, командовал ею в Рейнской армии.
С началом войны за Австрийское наследство был в 1741 направлен в армию Нижнего Рейна маршала Мальбуа. Провел зиму в Вестфалии, в 1742 выступил к границам Богемии и Баварии. Вернулся во Францию в январе 1743.
20 февраля 1743 произведен в бригадиры, командовал ротой в армии Нижнего Эльзаса маршала Ноайя, затем в армии Верхнего Эльзаса маршала Куаньи.
1 апреля 1744 определен в Рейнскую армию, участвовал в обороне Эльзаса, отвоевании Вейсенбурга, линий Лаутера, и осаде Фрайбурга. 14 декабря назначен капитан-лейтенантом роты жандармов Королевы, покинул Анжуйских жандармов.
1 апреля 1745 назначен бригадиром во Фландрскую армию короля, участвовал в битве при Фонтенуа, осадах Турне и Ауденарде. 1 мая произведен в лагерные маршалы, получил соответствующий приказ 16 августа, после чего принял участие в осадах Дендермонде и Ата.
1 мая 1746 назначен во Фландрскую армию короля, участвовал в осадах Антверпена, Монса, Шарлеруа, Намюра, битве при Року, а 1 ноября получил должность менена (воспитателя) дофина Луи Фердинана.
1 мая 1747 снова назначен во Фландрскую армию короля, участвовал в битве при Лауфельде и осаде Берген-оп-Зома.
15 апреля 1748 определен в армию Нидерландов, был при осаде Маастрихта, 10 мая произведен в лейтенант-генералы. Вернулся во Францию 23-го, и 1 июня отказался от командования ротой жандармов Королевы в пользу своего сына.
2 февраля 1749 пожалован в рыцари орденов короля. Цепь ордена Святого Духа получил 25 мая. 25 сентября 1750 был назначен придворным дочерей короля и отставлен от должности воспитателя дофина.
4 октября 1752 назначен губернатором Салена.
С началом Семилетней войны 1 марта 1757 направлен в Германскую армию, участвовал в битве при Хастенбеке и взятии крепостей в Ганноверском курфюршестве. Вернулся во Францию в ноябре.
1 апреля 1758 назначен во Фландрию; приказом от 1 июня в лагерь под Дюнкерком, и командовал войсками во Фландрии с 1 ноября 1758 по 1 мая 1759, после чего переведен на побережье Нормандии под начало герцога д'Аркура, при котором оставался до 1 ноября 1760.

## Семья
1-я жена (11.12.1730): Анн-Мари Барб де Виль (1711—23.8.1731), дочь барона Армана де Виля и Анн-Барб де Курсель
Сын:
- Анн-Леон II де Монморанси-Фоссё (11.08.1731—1.09.1799), маркиз де Фоссё, принц д'Эгремон, герцог де Бофор-Монморанси. Жена 1) (27.01.1761): Мари-Жюдит, графиня де Шампань (1745—1763), дочь Луи-Юбера, графа де Шампань, и Бонны-Жюдит де Лоприак де Коэтмадёк; 2) (6.10.1767): Шарлотта Анна Франсуаза де Монморанси-Люксембург (17.11.1752 — после 1812), дочь герцога Анна-Франсуа де Монморанси, наследника герцога де Пине-Люксембурга и де Бофор-Монморанси, и принцессы Луизы Франсуазы де Монморанси-Люксембург

2-я жена (32.10.1752): Мари-Мадлен-Габриель-Элизабет де Шаретт де Монтебер (1705—1778)